# Clara Sagardía
Clara Sagardía, née le 13 août 1952 à Yumbel, est une avocate, militante sociale et culturelle, et femme politique chilienne. Elle est députée depuis mars 2022.
Elle était candidate lors des élections constituantes de 2021  avec la liste des Indépendants non-neutres (es) en tant qu'indépendante, mais elle n'est pas élue.

## Biographie

### Études et parcours professionnel
Clara Sagardía est née le 13 août 1952 à Yumbel, elle est la fille de Juan Francisco Sagardía et Carlota del Carmen Cabezas González. Elle est mère de deux enfants. 
Pendant plusieurs années, elle a résidé en Bolivie.
Elle a étudié le droit à l'université de Concepción, mais elle a dû arrêter ses études subitement en raison de problèmes de santé. Néanmoins, elle reprend plus tard ses études à Cochabamba en Bolivie, à l'Universidad Mayor de San Simón. Elle a obtenu son diplôme de droit en 1988.

### Parcours politique

#### Candidate aux élections constituantes
Lors des élections constituantes de 2021, elle est candidate avec la liste des Indépendants non-neutres (es) en tant qu'indépendante, mais elle n'est pas élue, en raison du respect de la parité, comme le prévoit la loi, bien qu'elle se place à la quatrième place du scrutin avec 8 191 voix (4,86%).

#### Députée
Lors des élections législatives de 2021, elle est candidate dans la 21e circonscription de la région du Biobío. Elle se présente en tant qu'indépendante soutenue par Convergence sociale, soutenue par Approbation dignité. Elle est élue avec 8 996 voix (4,59%).
Lors de l'ouverture de la 56e législature, le 11 mars 2022, elle rejoint le groupe parlementaire du parti Convergence sociale.